# Friedrich Schlegel
Karl Wilhelm Friedrich von Schlegel (ur. 10 marca 1772 w Hanowerze, zm. 12 stycznia 1829 w Dreźnie) – niemiecki poeta, krytyk literacki, językoznawca i filozof.

## Życiorys
Jeden z twórców współczesnego językoznawstwa. Interesował się też literaturoznawstwem. Brat Augusta Wilhelma Schlegela. Razem z Novalisem, Augustem Wilhelmem Schlegelem, Friedrichem Wilhelmem Josephem Schellingiem uchodzi za najwybitniejszego przedstawiciela romantyzmu jenajskiego. Jest uznawany za twórcę pojęcia ironii romantycznej. Pisał teksty o tematyce społeczno obyczajowej lub historycznej.
W swej pracy Über die Sprache und Weisheit der Indier (O języku i wiedzy Indusów) wydanej w Heidelbergu, w 1808, jako pierwszy wyraźnie podkreślił związki zachodzące między greką, łaciną, językami germańskimi i sanskrytem, dzięki czemu dał początek indoeuropeistyce.